# Бобак (ледники)
Бобак (ранее Саукдара) — группа долинных ледников в Таджикистане (Горно-Бадахшанская автономная область), расположенных на южном склоне Заалайского хребта (Памир), в районе пика им. Сино (7134 м), в истоках реки Сардобруд (приток Мугоб).
Саукдара состоит из 4 пульсирующих ледников, активизировавшихся в 1970-х годах:
- Нижний Бобак: длина — 20,6 км, площадь — 23,5 км², конец ледника — на высоте 3980 м; продвигался в середине 1970-х;
- Верхний Бобак: длина — 14,3 км, площадь — 23,5 км², конец ледника — на высоте 4120 м; продвигался в 1966 и 1974—1975 годах;
- ледник Нусратулло Махсума: длина — 14,9 км, площадь — 19 км²; продвигался в 1973—1975 годах;
- Вали: длина — 7,6 км, площадь — 11,9 км²; продвигался в 1975—1977 годах.